# Copiula derongo
Copiula derongo е вид жаба от семейство Microhylidae. Видът не е застрашен от изчезване.

## Разпространение
Разпространен е в Индонезия и Папуа Нова Гвинея.

## Описание
Популацията на вида е стабилна.